# درخت جلا
درخت جَلا گونه‌ای درخت است از تیره فرفیونیان. این درخت بومی جنوب چین، برمه و شمال ویتنام است.
از دانهٔ این درخت روغنی به نام روغن تانگ گرفته می‌شود که در قدیم در چین به عنوان سوخت چراغ‌ها استفاده می‌شد. امروزه از آن برای جلا دادن چوب بهره می‌گیرند.